# Corridors of Power
Corridors of power är ett studioalbum av den brittiske (nordirländske) blues- och rockartisten Gary Moore, släppt år 1982.

## Låtlista
1. Don't Take Me For A Loser - 4.17
2. Always Gonna Love You - 3.56
3. Wishing Well - 4.06
4. Gonna Break My Heart Again - 3.20
5. Falling In Love With You - 4.51
6. End Of The World - 6.54
7. Rockin' Every Night - 2.48
8. Cold Hearted - 5.12
9. I Can't Wait Until Tomorrow - 7.56

År 2003 släpptes samma album igen fast nu i en digitally remastered edition där ytterligare tre spår finns att tillgå i slutet av albumet.
bonus tracks:
1. 10. Falling in love with you (remix) - 4.09
2. 11. Falling in love with you (remix instrumental) - 4.24
3. 12. Love can make a fool of you - 4.06